# Circonscription d'Al Fida-Mers Sultan
La circonscription de Al Fida-Mers Sultan est la circonscription législative marocaine de la préfecture d'Al Fida-Mers Sultan située en région Casablanca-Settat. Elle est représentée dans la Xe législature par Jaouad Iraqi, Ramid Elfatmi et Mohammed Touimi Ben Jelloun.

## Historique des députations
| Législature | Début de mandat  | Fin de mandat    | Députés élus | Députés élus                      | Députés élus | Députés élus            | Députés élus | Députés élus                    |
| ----------- | ---------------- | ---------------- | ------------ | --------------------------------- | ------------ | ----------------------- | ------------ | ------------------------------- |
| IXe         | 26 novembre 2011 | 7 octobre 2016   |              | Mohammed Touimi Ben Jelloun (PAM) |              | Jaouad Iraqi (PJD)      |              | Ramid Elfatmi (PJD)             |
| Xe          | 8 octobre 2016   | 8 septembre 2021 |              | Essabti Mohemmed Nacer (RNI)      |              | Abdelouahab Raji (PJD)  |              | Mohamed Khairy (PJD)            |
| XIe         | 9 septembre 2021 | ?                |              | Mohamed Boudrika (RNI)            |              | Hussein Nassrallah (PI) |              | Mohamed Touimi Benjelloun (PAM) |

## Historique des élections

### Découpage électoral d'octobre 2011

#### Élections de 2016
| Parti         | Parti                                               | Voix    | %      | Député(s) élus              |  |
| ------------- | --------------------------------------------------- | ------- | ------ | --------------------------- |  |
|               | Parti de la justice et du développement (PJD)       | 21 439  | 59,61  | Jaouad Iraqi                |  |
| Ramid Elfatmi | Parti de la justice et du développement (PJD)       | 21 439  | 59,61  |                             |  |
|               | Parti authenticité et modernité (PAM)               | 5 906   | 16,42  | Mohammed Touimi Ben Jelloun |  |
|               | Parti de l'Istiqlal (PI)                            | 4 524   | 12,58  |                             |  |
|               | Fédération de la gauche démocratique (FGD)          | 1 213   | 3,37   |                             |  |
|               | Union socialiste des forces populaires (USFP)       | 685     | 1,90   |                             |  |
|               | Front des forces démocratiques (FFD)                | 369     | 1,03   |                             |  |
|               | Mouvement démocratique et social (MDS)              | 342     | 0,95   |                             |  |
|               | Union constitutionnelle (UC)                        | 317     | 0,88   |                             |  |
|               | Parti des néo-démocrates (PND)                      | 192     | 0,53   |                             |  |
|               | Parti de la renaissance (PAN)                       | 190     | 0,53   |                             |  |
|               | Parti du progrès et du socialisme (PPS)             | 174     | 0,48   |                             |  |
|               | Parti de la liberté et de la justice sociale (PLJS) | 170     | 0,47   |                             |  |
|               | Parti Al Ahd Addimocrati (AHD)                      | 142     | 0,39   |                             |  |
|               | Parti de l'unité et de la démocratie (PUD)          | 111     | 0,31   |                             |  |
|               | Parti démocrate national (PDN)                      | 90      | 0,25   |                             |  |
|               | Parti du centre social (PCS)                        | 67      | 0,19   |                             |  |
|               | Parti de la réforme et du développement (PRD)       | 36      | 0,10   |                             |  |
|               |                                                     |         |        |                             |  |
| Inscrits      | Inscrits                                            | 140 441 | 100,00 |                             |  |
| Abstentions   | Abstentions                                         | 104 474 | 74,39  |                             |  |
| Exprimés      | Exprimés                                            | 35 967  | 25,61  |                             |  |

#### Élections de 2021
| Parti       | Parti                                               | Voix    | %      | Député(s) élus            |  |
| ----------- | --------------------------------------------------- | ------- | ------ | ------------------------- |  |
|             | Rassemblement national des indépendants (RNI)       | 9 957   | 37,08  | Mohamed Boudrika          |  |
|             | Parti authenticité et modernité (PAM)               | 5 326   | 19,84  | Mohamed Touimi Benjelloun |  |
|             | Parti de l'Istiqlal (PI)                            | 3 335   | 12,42  | Hussein Nassrallah        |  |
|             | Parti de la justice et du développement (PJD)       | 2 082   | 7,75   |                           |  |
|             | Front des forces démocratiques (FFD)                | 913     | 3,40   |                           |  |
|             | Union constitutionnelle (UC)                        | 842     | 3,14   |                           |  |
|             | Union socialiste des forces populaires (USFP)       | 765     | 2,85   |                           |  |
|             | Mouvement populaire (MP)                            | 591     | 2,20   |                           |  |
|             | Parti de la renaissance et de la vertu (PRV)        | 555     | 2,07   |                           |  |
|             | Alliance de la fédération de gauche (AGD)           | 517     | 1,93   |                           |  |
|             | Parti socialiste unifié (PSU)                       | 384     | 1,43   |                           |  |
|             | Parti du progrès et du socialisme (PPS)             | 373     | 1,39   |                           |  |
|             | Parti du centre social (PCS)                        | 297     | 1,11   |                           |  |
|             | Mouvement démocratique et social (MDS)              | 230     | 0,86   |                           |  |
|             | Parti de l'unité et de la démocratie (PUD)          | 187     | 0,70   |                           |  |
|             | Parti démocratique de l'indépendance (PDI)          | 172     | 0,64   |                           |  |
|             | Parti de l'Espoir (PE)                              | 164     | 0,61   |                           |  |
|             | Parti travailliste (PT)                             | 69      | 0,26   |                           |  |
|             | Parti des Néo-Démocrates (PND)                      | 51      | 0,19   |                           |  |
|             | Parti de la liberté et de la justice sociale (PLJS) | 35      | 0,13   |                           |  |
|             | Parti de la réforme et du développement (PRD)       | 6       | 0,02   |                           |  |
|             |                                                     |         |        |                           |  |
| Inscrits    | Inscrits                                            | 135 338 | 100,00 |                           |  |
| Abstentions | Abstentions                                         | 108 487 | 80,16  |                           |  |
| Exprimés    | Exprimés                                            | 26 851  | 19,84  |                           |  |